# Silvia Díaz
Silvia Díaz, née au Chili, est une scientifique, universitaire, docteure spécialisée en chimie et femme politique chilienne. Elle est ministre de la Science, de la Technologie, de la Connaissance et de l'Innovation depuis le 6 septembre 2022.

## Biographie

### Parcours universitaire et professionnel
Silvia Díaz est titulaire d'un doctorat en chimie de l'Université pontificale catholique du Chili en 2015. Sa thèse porte sur une perspective de la formation d'acides aminés dans le milieu interstellaire.
Entre 2018 et 2022, Silvia Díaz est directrice scientifique de la « Fundación Encuentros del Futuro » et était responsable de l'équipe multidisciplinaire qui a coordonné le plus grand événement de diffusion des connaissances scientifiques en Amérique latine, Congreso Futuro (es).
Silvia Díaz mène des projets de vulgarisation scientifique dans différents secteurs, avec notamment « Futurista », un événement de vulgarisation auprès des enfants et des jeunes adultes. Elle participe également à l'élaboration de la série scientifique « Pour la raison et la science ».
Elle est membre de l'organisme de la formation au sein du ministère des Sciences en 2018, et également membre de différentes équipes de recherche de différents instituts d'excellence scientifique.

### Parcours politique
Silvia Díaz est indépendante, proche du parti PPD. Le 6 septembre 2022, elle est nommée ministre de la  Science, de la Technologie, de la Connaissance et de l'Innovation au sein du gouvernement de Gabriel Boric. Elle est la première femme nommée à ce portefeuille depuis sa création en 2018.